# Symmetresia
Symmetresia là một chi bướm đêm thuộc họ Geometridae.